# Казе Боргати (Ферара)
Казе Боргати (итал. Case Borgatti) је насеље у Италији у округу Ферара, региону Емилија-Ромања.
Према процени из 2011. у насељу је живело 85 становника. Насеље се налази на надморској висини од 9 м.